# Guerra turco-montenegrina (1861-1862)
La guerra turco-montenegrina fu combattuta tra l'Impero ottomano e il Principato del Montenegro tra il 1861 ed il 1862.

## Antefatti
Nel corso degli anni cinquanta del XIX secolo il piccolo Principato del Montenegro, sotto la guida del knjaz Danilo I, era riuscito ad assumere nella regione balcanica una certa importanza per le vittorie contro i Turchi nella guerra del 1852-53 e nella battaglia di Grahovac del 1858.
Con lo scoppio della rivolta dei Serbi dell'Erzegovina ottomana, i Montenegrini, ora guidati dal principe Nicola I figlio del granduca Mirko Petrović-Njegoš, fornirono sostegno e aiuti agli insorti. Tuttavia, quando il governo ottomano scoprì le manovre del Montenegro, dichiarò guerra al piccolo principato balcanico.

## La guerra
Il conflitto fu di breve durata, in tutto cinque mesi, dal momento che le truppe ottomane, guidate da Omar Pascià, nonostante le prime battute d'arresto in Erzegovina riuscirono, grazie anche alle pressioni delle Grandi Potenze sul Montenegro, ad invertire le sorti e a penetrare in territorio nemico. In pochi mesi l'esercito ottomano riuscì a piegare la tenace resistenza montenegrina e ad impossessarsi della capitale nemica Cettigne. Con la sconfitta del comandante montenegrino Mirko Petrović-Njegoš presso il Monastero di Ostrog il conflitto terminò. Solo l'intervento diplomatico della Russia, storico protettore e alleato del Montenegro, salvò il piccolo principato balcanico dalla completa annessione nell'Impero ottomano.

## Conseguenze
Il 31 agosto 1862 venne firmato a Scutari un trattato tra i due belligeranti che sancì il suzeraineté ottomana sul Principato del Montenegro.